# دستور الدولة المصرية (1923)
دستور 1923، هو دستور بدأ العمل به في مصر الملكية في الفترة ما بين 1923 وحتى 1953. عقب صدور تصريح 28 فبراير 1922 الذي اعترف بمصر دولة مستقلة ذات سيادة، تم وضع دستور جديد للبلاد صدر في 19 أبريل عام 1923 ليحل محل القانون النظامي نمرة 29 لسنة 1913، ووضعته لجنة مكونة من ثلاثين عضو ضمت ممثلين للأحزاب السياسية والزعامات الشعبية وقادة الحركة الوطنية وقد زعم تلك اللجنة عبد الخالق ثروت.
ينص ذاك الدستور على أن حكومة مصر «ملكية وراثية وشكلها نيابي».
ظل دستور 1923 معمولا به منذ صدوره وحتى تم إلغاءه في الثاني والعشرين من أكتوبر عام 1930 وصدور دستور جديد للبلاد عرف بدستور 1930 واستمر العمل به لمدة خمس سنوات كانت بمثابة نكسة للحياة الديمقراطية، وقد أدى قيام الشعب بالعديد من المظاهرات إلى أن تم إلغاء هذا الأخير بموجب الأمر الملكي من الملك فؤاد الأول رقم 142 لسنة 1935 في 19 ديسمبر، 1935 وهو الأمر الذي قضى بإعادة العمل بدستور عام 1923. بعد ذلك، ظل دستور 1923 ساريًا حتى أعلن مجلس قيادة الثورة في 10 ديسمبر، 1952 إلغاءه نهائيًا.

## الموقعون على الدستور
- يحيى إبراهيم (رئيس مجلس الوزراء ووزير الداخلية)
- أحمد حشمت (وزير الخارجية)
- محمد محب باشا (وزير المالية)
- أحمد زيور باشا (وزير المواصلات)
- أحمد ذو الفقار باشا (وزير الحقانية)
- محمد توفيق رفعت (وزير المعارف العمومية)
- أحمد علي (وزير الأوقاف)
- محمود عزمي باشا (وزير الحربية والبحرية)
- حافظ حسن باش (وزير الأشغال العمومية)
- فوزي المطيعي (وزير الزراعة)